# Alfred Saint Hill Gibbons
Alfred Saint Hill Gibbons (1859 – Francia, 1916) è stato un esploratore britannico.

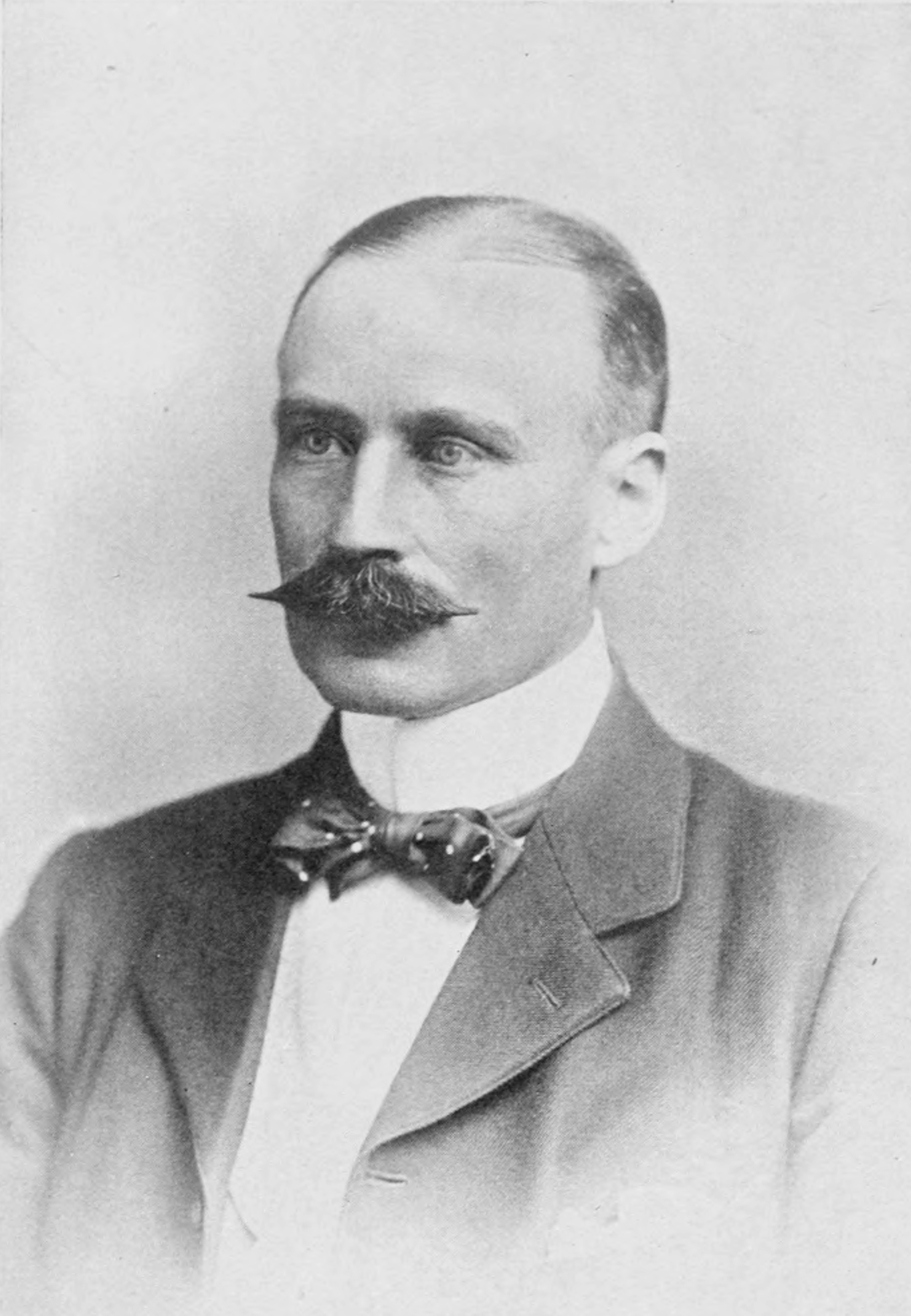
Alfred Saint Hill Gibbons

Dal 1895 al 1896 risalì per migliaia di chilometri lo Zambesi, per poi raggiungere in un secondo viaggio (1900) l'Egitto partendo dal Congo.
Scrisse anche alcune voci per Encyclopædia Britannica, edizione del 1911.
Trovò la morte nella prima guerra mondiale.

## Scritti
- Exploration And Hunting In Central Africa 1895-96
- Africa from South to North Through Marotseland (1904)
- Barotse and Barotseland in Encyclopædia Britannica, (11th ed.), 1911
- Lewanika in Encyclopædia Britannica, (11th ed.), 1911